# Geografia behawioralna
Geografia behawioralna – podejście badawcze w geografii interesujące się wyobrażeniami i zachowaniami człowieka w celu wyjaśniania zjawisk i procesów społecznych w przestrzeni. Nurt ten rozwinął się jako reakcja na przedmiotowe traktowanie człowieka w wyjaśnianiu jego zachowań – jako mechanicznej reakcji na warunki otoczenia w nurcie ilościowej analizy przestrzennej. 
Geografia behawioralna uznaje proces postrzegania środowiska i będące jego wynikiem wyobrażenia za podstawę wyjaśniania przestrzennych zachowań (decyzji) człowieka. Obejmuje badania wyobrażeń rozmieszczenia zjawisk i ich cech (mapy wyobrażeniowe), preferencji przestrzennych (np. wybór miejsca zamieszkania, wypoczynku, lokalizacji działalności gospodarczej), takich zachowań jak na przykład wybór określonych postaw oraz zachowań wobec środowiska naturalnego i społeczno-politycznego, a także badania nad jakością życia. Geografia behawioralna zwraca uwagę na podejmowanie decyzji w warunkach niepewności.
Geografia behawioralna ma zastosowanie w praktycznym rozwiązywaniu problemów społecznych – na przykład w ograniczaniu klęsk żywiołowych w wyniku przewidywania zachowania się mieszkańców, kształtowaniu postaw społecznych, itp.